# Stenophylax barnolanus
Stenophylax barnolanus là một loài Trichoptera trong họ Limnephilidae. Chúng phân bố ở miền Cổ bắc.